# Le Mans–Angers-vasútvonal
A Le Mans–Angers-vasútvonal egy 132 km hosszú, 25 kV 50 Hz áramrendszerrel villamosított, kétvágányú vasútvonal Le Mans és Angers között Franciaországban.
A vasútvonal 1863-ban nyílt meg.

## Forgalom
A vasútvonalon vegyes forgalom halad keresztül:
- TGV - nagysebességű vasúti közlekedés;
- TER Pays de la Loire - regionális forgalom
- teherforgalom

### Fontosabb vasútállomások
- Gare du Mans
- Sablé-sur-Sarthe
- Gare d'Angers-Saint-Laud